# Centrul istoric al Brașovului (Cetatea)
Centrul istoric (Cetatea Brașovului) (în germană Innere Stadt) este un cartier din municipiul Brașov, declarat monument istoric de valoare națională (cod LMI BV-II-s-A-11295).
Brașovul medieval era format din Cetatea Brașovului și cele trei suburbii din afara zidurilor „Cetății”: Brașovechi, Șchei și Blumăna.

## Istoric
Stabiliți inițial în Brașovechi, din cauza inundațiilor și din motive strategice (incursiunile tătarilor urmate de invaziile turcești), începând din secolul al XIV-lea, sașii s-au mutat spre muntele Tâmpa și au început să construiască fortificații de apărare.
Între anii 1400 și 1427 orașul a fost împrejmuit cu ziduri și turnuri de apărare, devenind astfel o fortificație renumită – Cetatea.

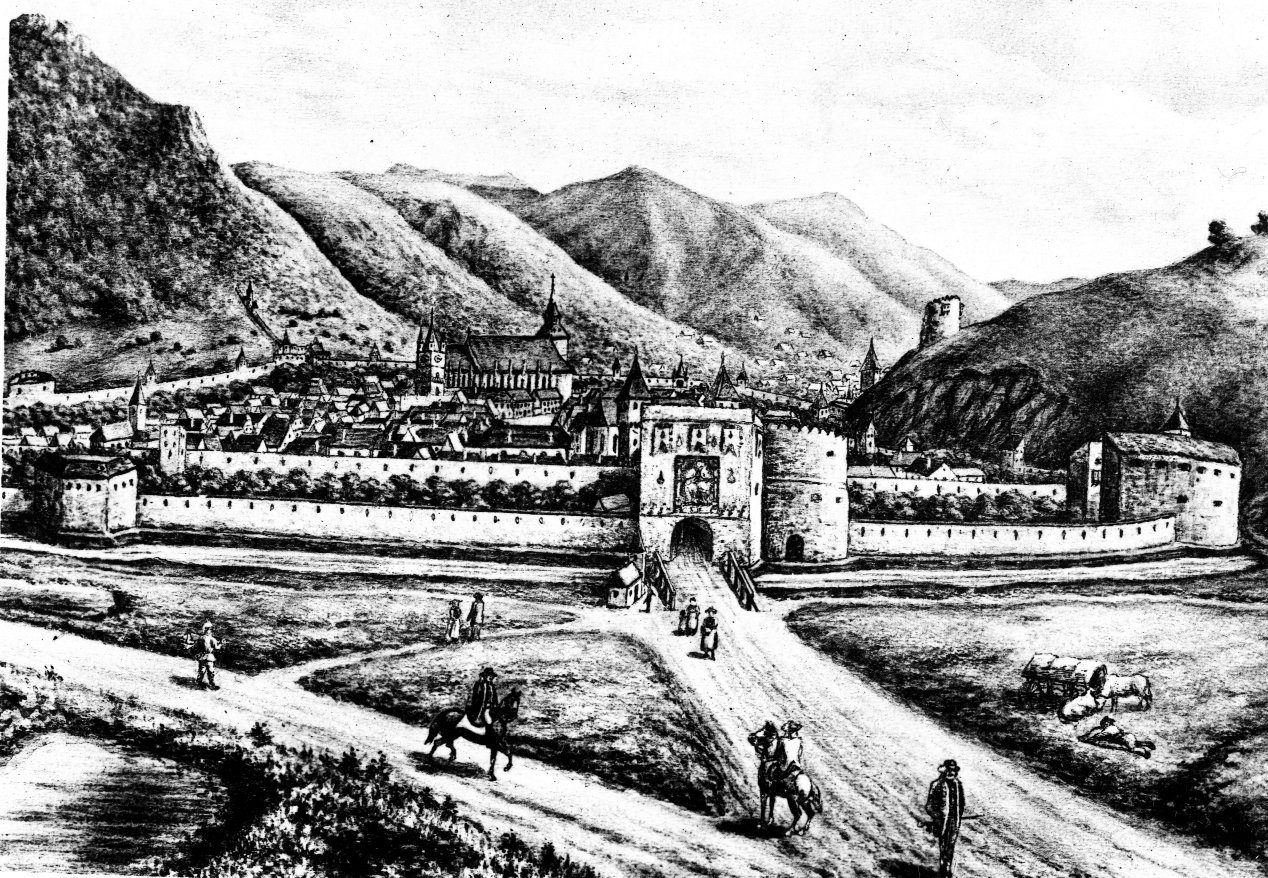
Cetatea Brașovului în jurul anului 1689

Cetatea era un loc întărit și în ea se retrăgeau și locuitorii din Brașovechi, Blumăna și Șchei, cartiere aflate în afara zidurilor cetății.
Accesul în Cetate se făcea prin cele patru porți: Poarta Ecaterinei, în partea de sud-vest, spre Șchei, Poarta Vămii sau Poarta Mănăstirii, în partea de nord spre Brașovechi, Poarta Principală (a Căldărarilor) și Poarta Străzii Negre, în partea de nord-est spre Blumăna. Pentru a ușura intrarea și ieșirea din Cetate, în secolul al XIX-lea au mai fost construite încă trei porți: Poarta Șchei, în partea de sud-vest, între Poarta Ecaterinei și Bastionul Țesătorilor, Poarta Târgul Cailor, în partea de vest, tot spre Șchei, între poarta Ecaterinei și Bastionul Fierarilor și Poarta Vămii cea nouă (pe același amplasament cu al Porții Mănăstirii).
Pe lângă aceste fortificații, Cetatea Brașovului avea construite și patru turnuri exterioare, ele fiind folosite ca turnuri de veghe. Dintre acestea s-au păstrat până astăzi doar două: Turnul Alb și Turnul Negru. Celelalte două, Turnul Cuțitarilor și Turnul Cizmarilor au fost demolate în secolul al XVIII-lea.
În Cetate construcțiile au fost ridicate conform unor restricții impuse de condițiile geografice în care se afla orașul. Aici, ca și în celelalte cartiere săsești, casele „se sprijineau una pe alta”, fiind lipite între ele.

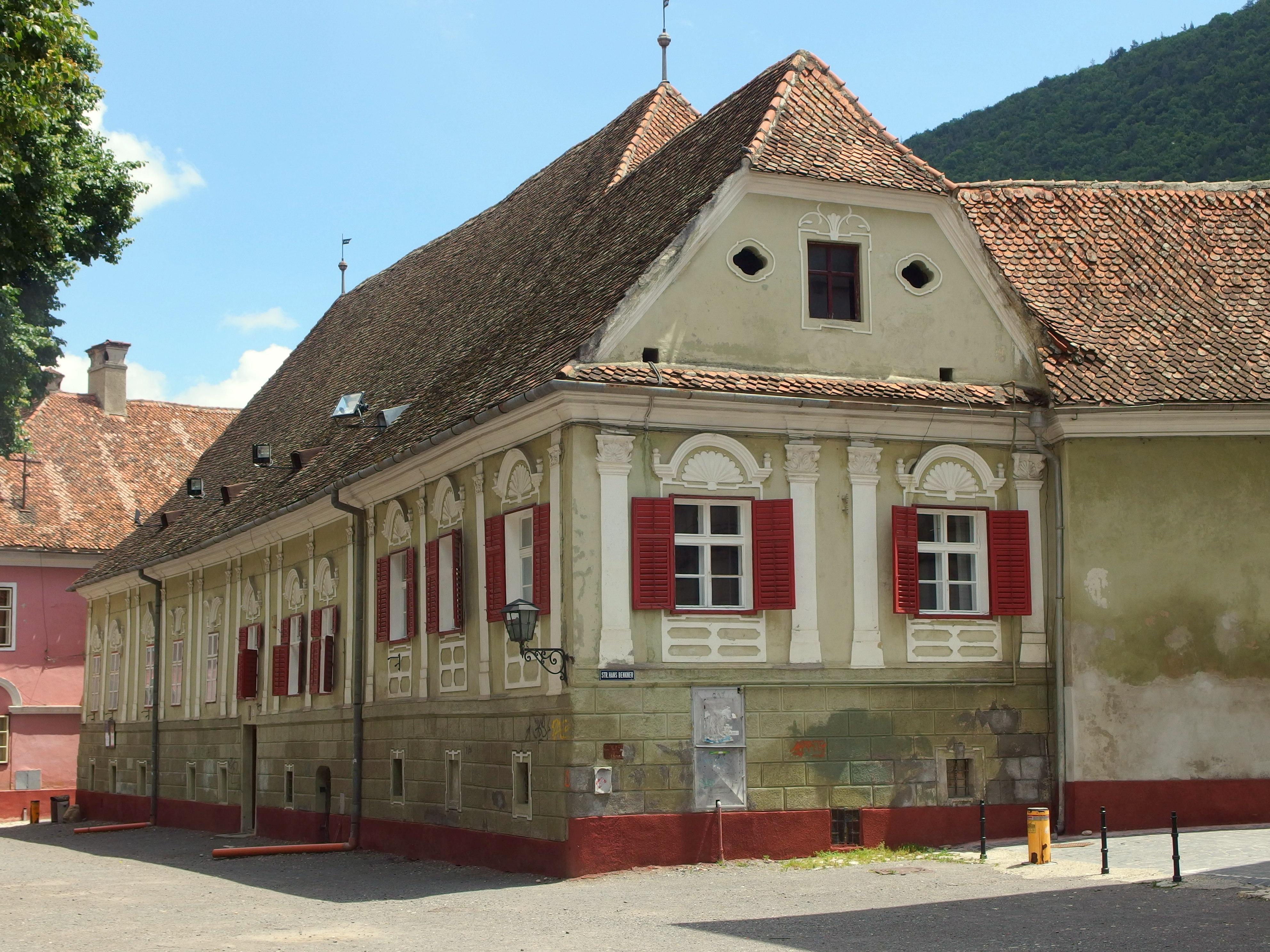
Casă veche din Cetate

Atmosfera medievală a orașului se datora și caselor cu acoperișurile ascuțite și cu ferestre mici, arhitectură caracteristică de oraș german.
Casele erau mai mult sau mai puțin asemănătoare, cu acoperișul aplecat în pantă, cu fațada simplă, îngustă, lipsite de orice ornament inutil și cu intrarea printr-o curte a cărei poartă era sub o boltă de zid perfect semicirculară. Casele acestea aveau rareori latura cea mai mare spre stradă, iar ferestrele prevăzute cu obloane de lemn erau ridicate mult deasupra nivelului străzii.
Vechea cetate a mai păstrat ceva din aspectul medieval, deși incendiul din anul 1689 a distrus o mare parte din casele ridicate de primii germani stabiliți aici. Totuși, prin unele locuri, se mai pot găsi case vechi de câteva sute de ani. Majoritatea au fost însă reconstruite în stil baroc provincial, cu linii simple, asemănătoare caselor din Germania sau Austria.

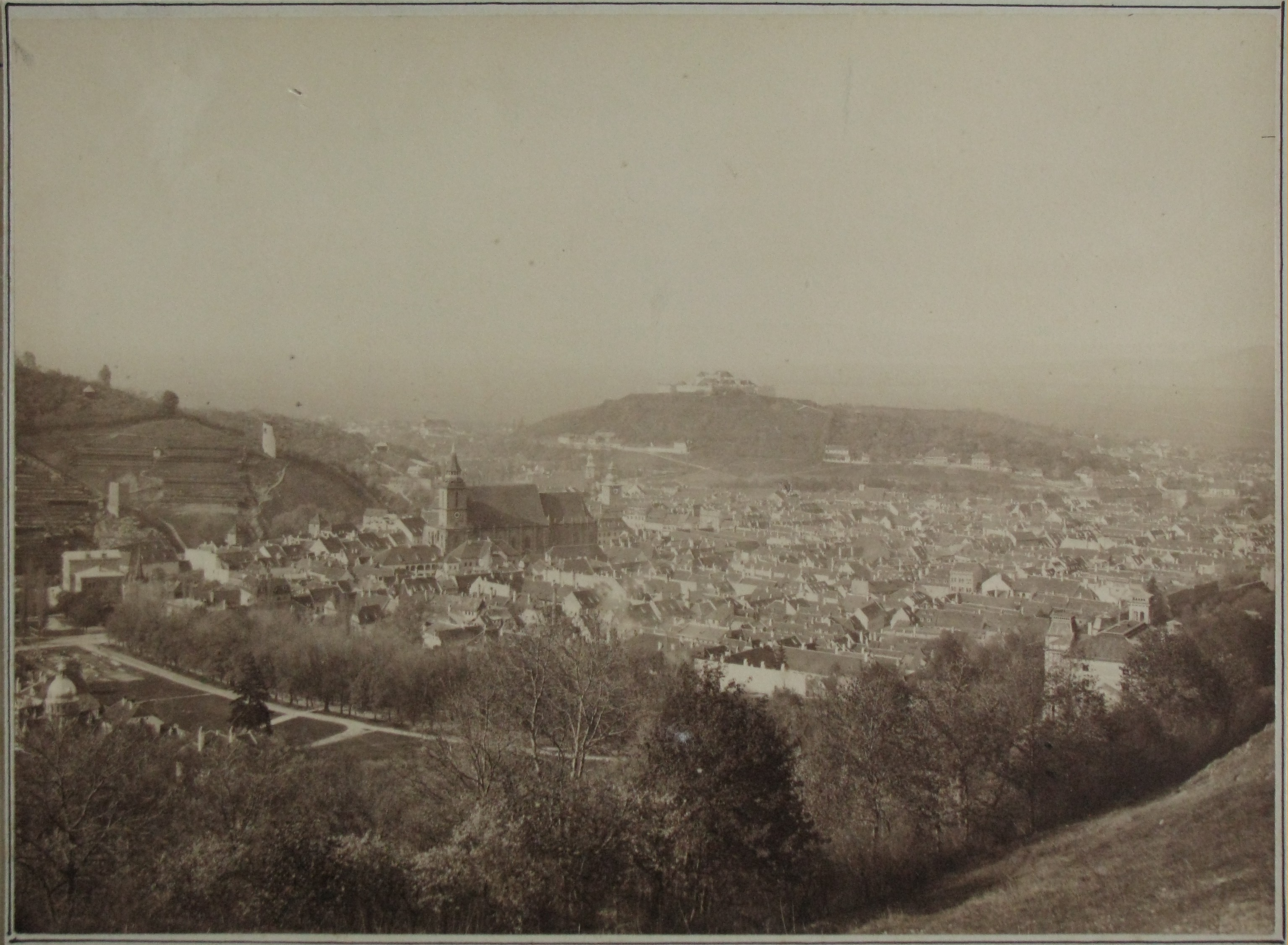
Vedere panoramică a centrului istoric al Braşovului (cca.1890)

Una dintre casele cele mai vechi din Cetate este Casa Jekelius de la intersecția străzii Republicii cu strada Michael Weiss, clădire declarată astăzi monument istoric (cod LMI BV-II-m-A-11540).
Casa Jekelius este una dintre puținele case care a supraviețuit nevătămată incendiului din 1689. În anul 1848, Ferdinand Jekelius și-a fondat aici farmacia, care a funcționat timp de un secol.
Casa datând din secolul al XVI-lea a fost construită în centrul orașului, pe locul unei foste mănăstiri cisterciene. A fost construită în mai multe etape, cu elemente renascentiste și baroce. A fost o structură modernă și rezistentă în comparație cu vârsta sa și, ca urmare, nu a fost deteriorată de incendii și cutremure. La fel ca alte clădiri din epoca respectivă, casa are pereți masivi, ferestre mici și puține decoruri exterioare. Zidurile sale sunt întărite de patru contraforturi, unul pe colțul clădirii și trei pe strada Michael Weiss.
Centrul Cetății era Casa Sfatului din Piața Sfatului, iar în imediata apropiere se afla Biserica Neagră.  În jurul catedralei era „cartierul latin”: școlile sașilor și locuințele unor profesori, în frunte cu „rectorul” și „cantorul”.
Numele străzilor și piețelor din Cetate erau foarte sugestive și s-au păstrat pentru o periodă îndelungată, chiar dacă nu mai erau de actualitate: Târgul Grâului, Târgul Cailor, Târgul Boilor, Târgul Peștelui, Șirul Inului, Târgul Florilor, Ulița Fânarilor, etc, ele arătând ce fel de mărfuri se vindeau în locul respectiv.

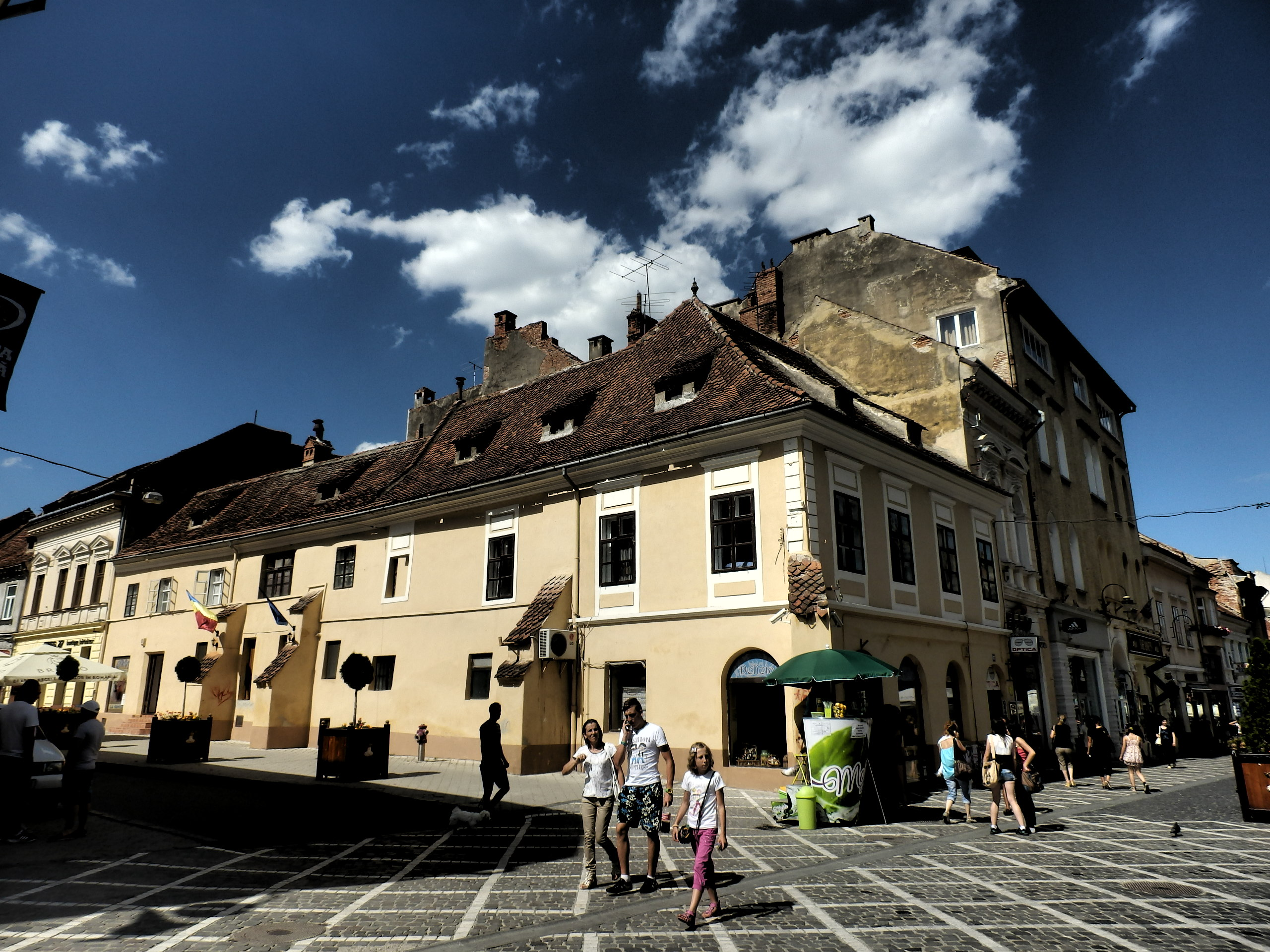
Casa Jekelius

În a doua jumătate a secolului al XIX-lea au fost întocmite primele planuri de sistematizare a orașului, care implicau dezvoltarea urbanistică spre suburbii, în primul rând spre Blumăna. În acest scop au fost demolate eșalonat o parte din fortificațiile medievale ale Cetății de pe laturile de nord-est și sud-vest.
Pe locul vast care despărțea Cetatea de Șchei s-au construit atunci câteva clădiri importante, în special școli: Școalele Centrale Române greco-ortodoxe (astăzi Liceul „Andrei Șaguna”), Liceul „Honterus”, școala primară „Ioan Popasu”, școala normală de fete, școala profesională de fete și gimnaziul săsesc de fete.
De cealaltă parte a Cetății, pe latura de nord-est, s-au construit de asemenea câteva clădiri administrative: Palatul de Justiție (astăzi sediul Prefecturii și al Consiliului Județean Brașov), Palatul Poștei și Administrația Financiară (astăzi Primăria).
Tot acolo, la intersecția Străzii Porții cu Bulevardul Rudolf, a fost construită între 1886 – 1887 Vila Kertsch. Brașovul a fost primul oraș din Transilvania (și primul de pe cuprinsul actualei Românii) unde s-a proiectat un film, în vila Kertsch, la 5 decembrie 1896, la doar un an de la premiera mondială de la Paris.

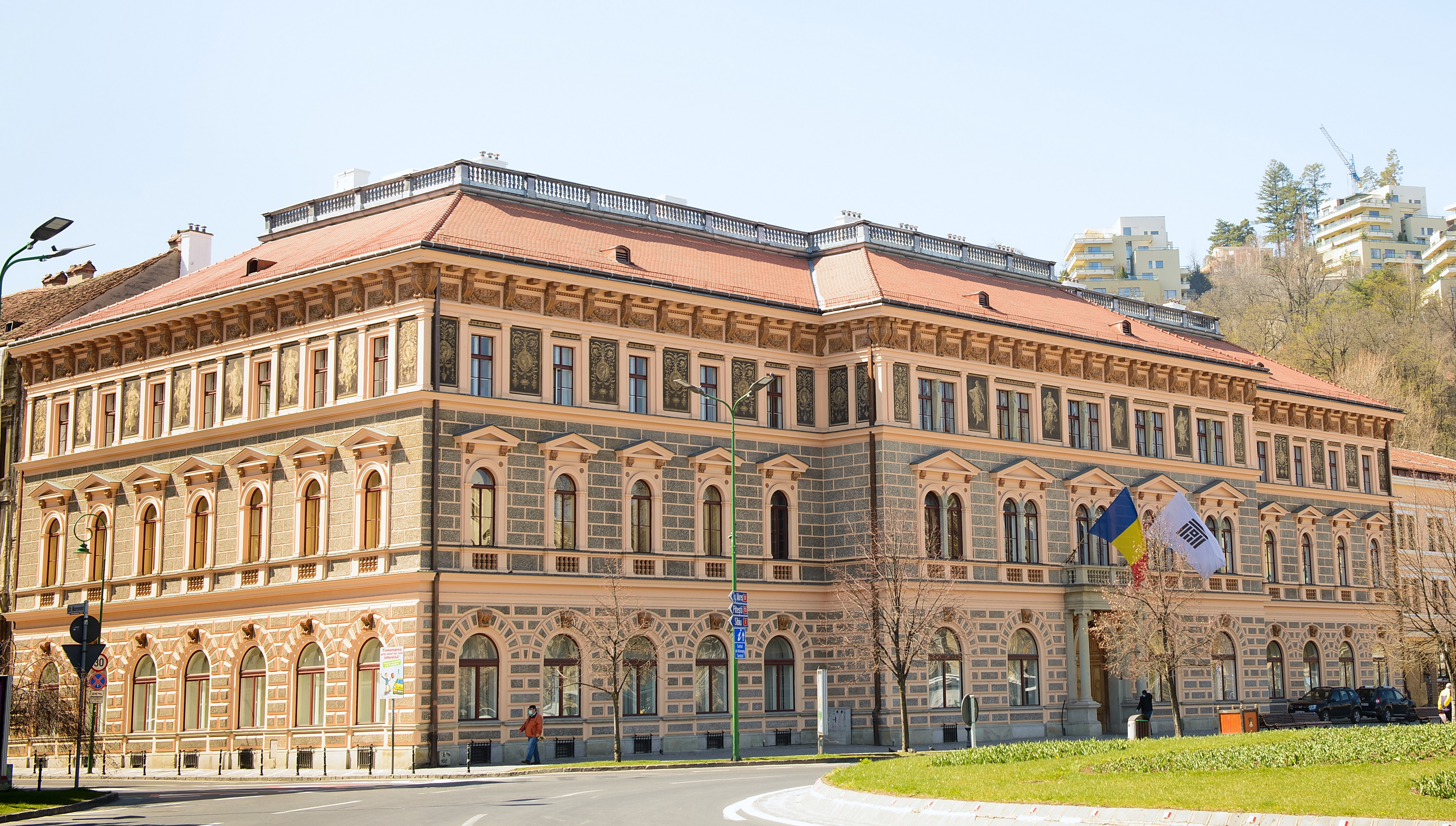
Rectoratul Universității Brașov (fost „Palatul Casei de Pensii”)

În continuare, de-a lungul Promenadei se înșirau: Liceul „Dr. Ioan Meșotă”, iar de cealaltă parte a străzii Vămii, clădirea Palatului Institutului de Pensii și a Prefecturii (astăzi sediul Rectoratului Universității „Transilvania”), o mai modestă clădire a bibliotecii „Astra” (Casa Baiulescu), ambele proiectate de Peter Bartesch, și, închizând acest șir de edificii publice, Camera de Comerț și Industrie (astăzi sediul Bibliotecii Județene „George Barițiu”).
Ulterior, pe același spațiu vast au mai fost construite în anii 1938-1939: clădirea Cercului Militar, cunoscută și sub numele de Casa Armatei, arhitect Constantin Iotzu, Hotelul Aro Palace proiectat de Horia Creangă (nepotul scriitorului Ion Creangă) în colaborare cu Haralambie Georgescu precum și Palatul Telefoanelor, proiectat de Constantin Nănescu.
În anul 1835 s-a deschis aici banca săsească „Kronstädter Allgemeine Sparkasse” (Casa Generală de Economii din Brașov), prima unitate bancară atât din Brașov cât și din Transilvania. Aceasta era de fapt o cooperativă de credit, cu sediul inițial în strada Mureșenilor nr. 1.
Inițiativa înființării unei bănci a apărut în ideea anihilării cămătarilor și zarafilor, care dădeau bani împrumut cu dobânzi mari, dar și cu scopul stimulării circulației banilor.
Sigla băncii era stupul de albine, iar sloganul era „Muncește, adună, sporește!“.
Inițial, politica băncii și-a propus acumularea de capital și atragerea clienților de orice fel, ea având și caracter de ajutor reciproc. De asemenea banca a susținut industria brașoveană, pentru ca mai apoi să înceapă să cumpere proprietăți imobiliare.

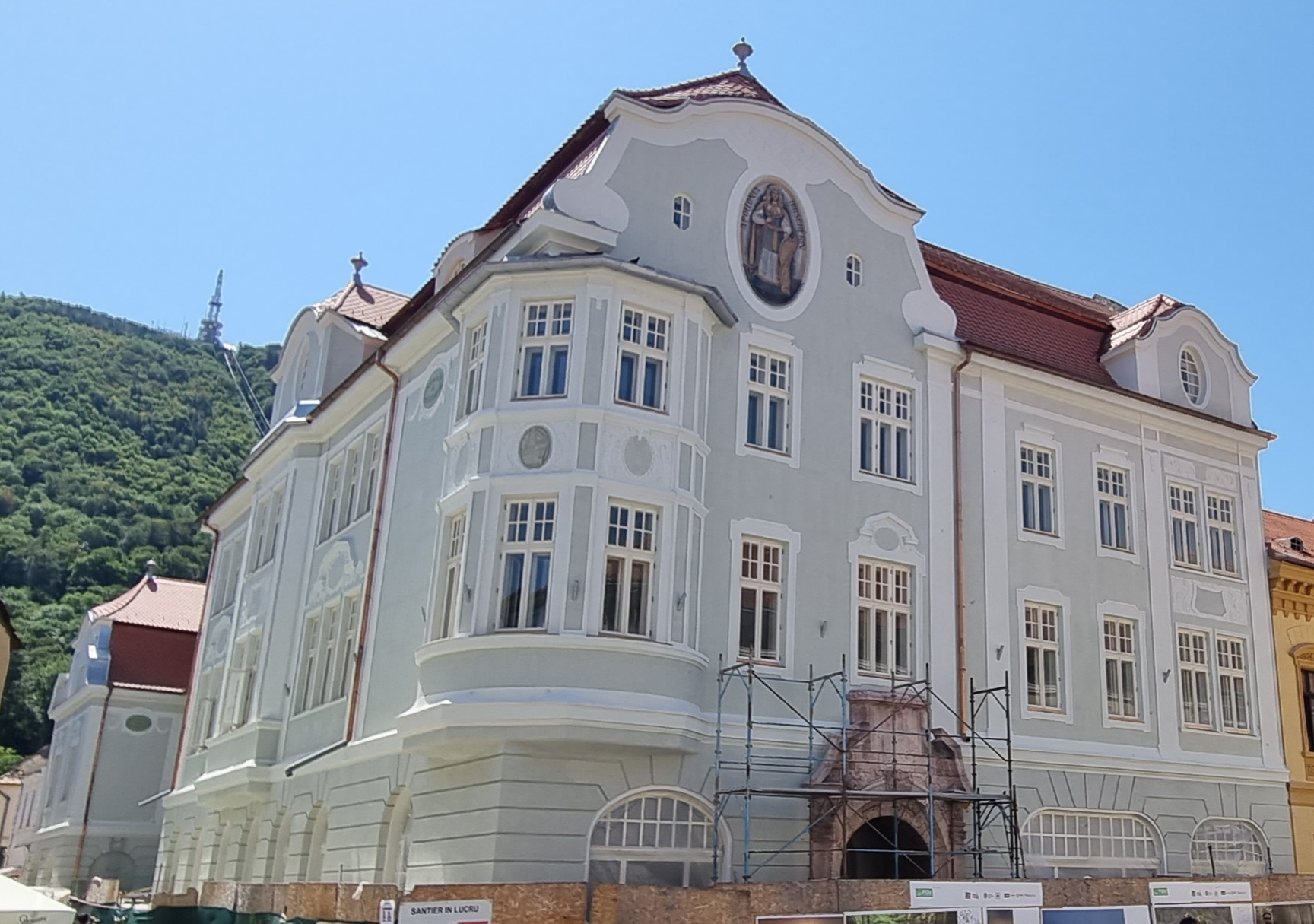
Clădirea în care a funcționat Banca Națională Săsească

Banca a evoluat treptat către una modernă și s-a transformat în societate pe acțiuni în anul 1896, dar și-a păstrat în continuare caracterul altruist. În toată existența sa banca a investit sume mari de bani pentru scopuri publice, culturale și economice, fiind cea care a finanțat reconstruirea „Redutei” din Brașov.
Tot din banii băncii s-au ridicat și înstituții de învățământ, ca: Școala evanghelică de fete și Școala de gimnastică, primul institut de acest gen din Transilvania.
În anul 1928, banca a fuzionat cu Banca de comerț și industrie din Brașov și cu cea din București.
În 1948, la instaurarea comunismului, banca a intrat în lichidare forțată.
Ulterior a fost înființată Banca Națională Săsească, care a funcționat în clădirea din Str. Michael Weiss nr. 22 (colț cu strada Republicii), astăzi declarată monument istoric (cod LMI BV-II-m-A-11595).

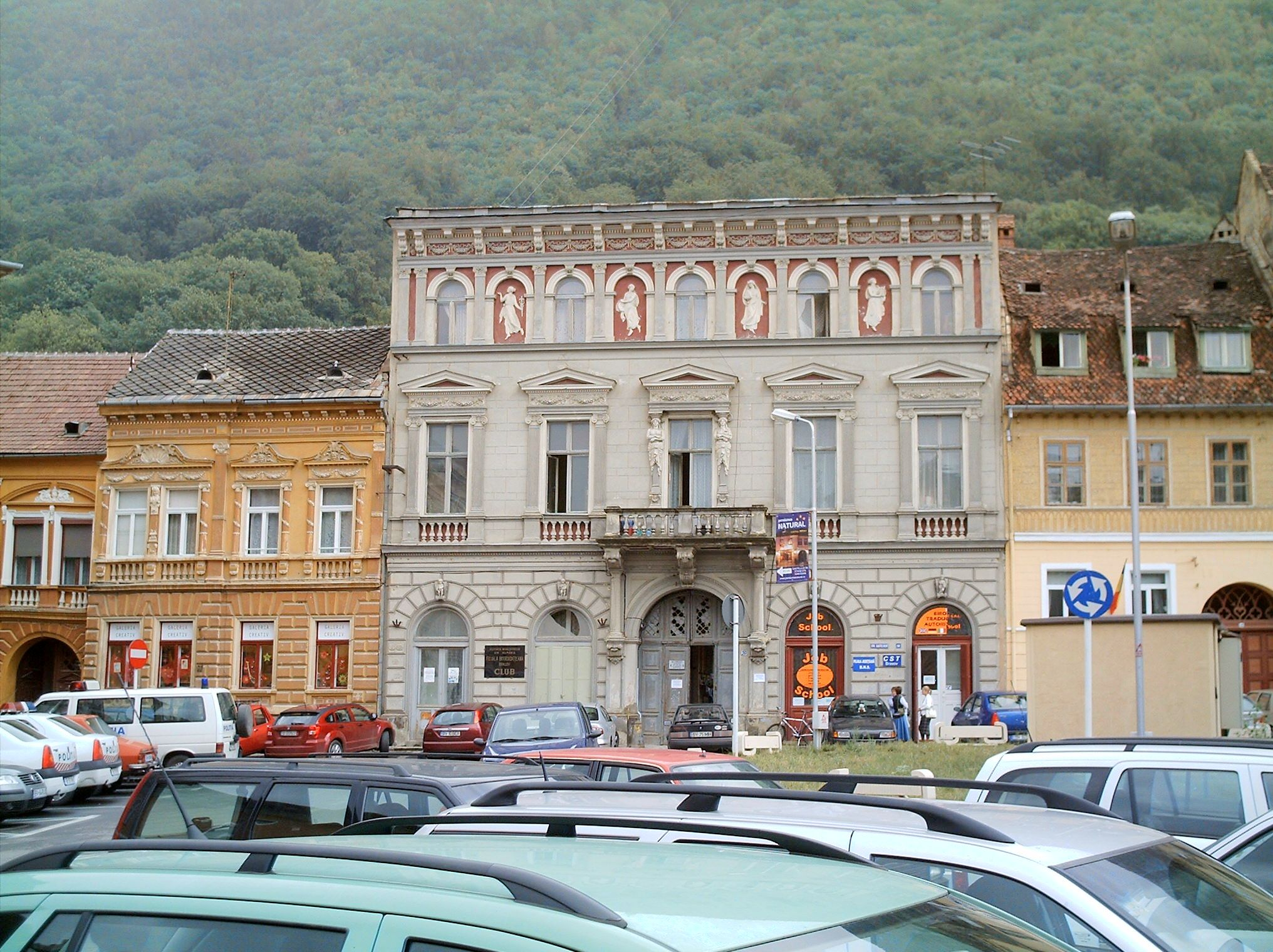
Clădirea fostului hotel Continental

În Cetate au existat de-a lungul timpului mai multe hanuri, precum „Hanul Roșu” de pe strada Neagră (astăzi strada Nicolae Bălcescu), la parterul căruia se afla „Cârciuma Roșie” (denumire dată după fațada clădirii). Construcția cu două nivele avea forma literei U. Hanul exista anterior marelui incendiu din anul 1689, fapt atestat de inscripția păstrată pe un perete al clădirii, în care se menționează renovarea făcută în anul 1689.
Cel mai mare han din oraș la vremea respectivă era „Coroana de aur”, care a fost reamenajat în anul 1860 și renovat apoi în 1873. Hanul era situat pe principala cale de acces în interiorul cetății, Strada Vămii (azi strada Mureșenilor, la nr. 12).
Mai târziu au apărut hoteluri precum „Coroana” sau „Aro Palace” care funcționează și astăzi, în timp ce alte hoteluri înființate în acea perioadă nu au rezistat timpului.
În clădirea aflată la numărul 50 a străzii Castelului a funcționat până în anul 1947 hotelul Continental, un local elegant și retras.
Acest hotel a fost construit între anii 1871 - 1873, după planurile inginerului șef al orașului Peter Bartesch în stil neobaroc cu frumoase ornamente de influență vieneză.
Autoritățile comuniste instalate după 1945 au închis hotelul și au naționalizat clădirea, pe care au transformat-o în loc de detenție și anchetă pentru luptătorii anticomuniști, în special legionari și țărăniști.

## Cultură
Pe strada Teatrului (actuala stradă Apollonia Hirscher) a fost construită în anul 1794 prima sală de spectacole a Brașovului, „Reduta” numită astfel după o vestită sală de spectacole din Viena.

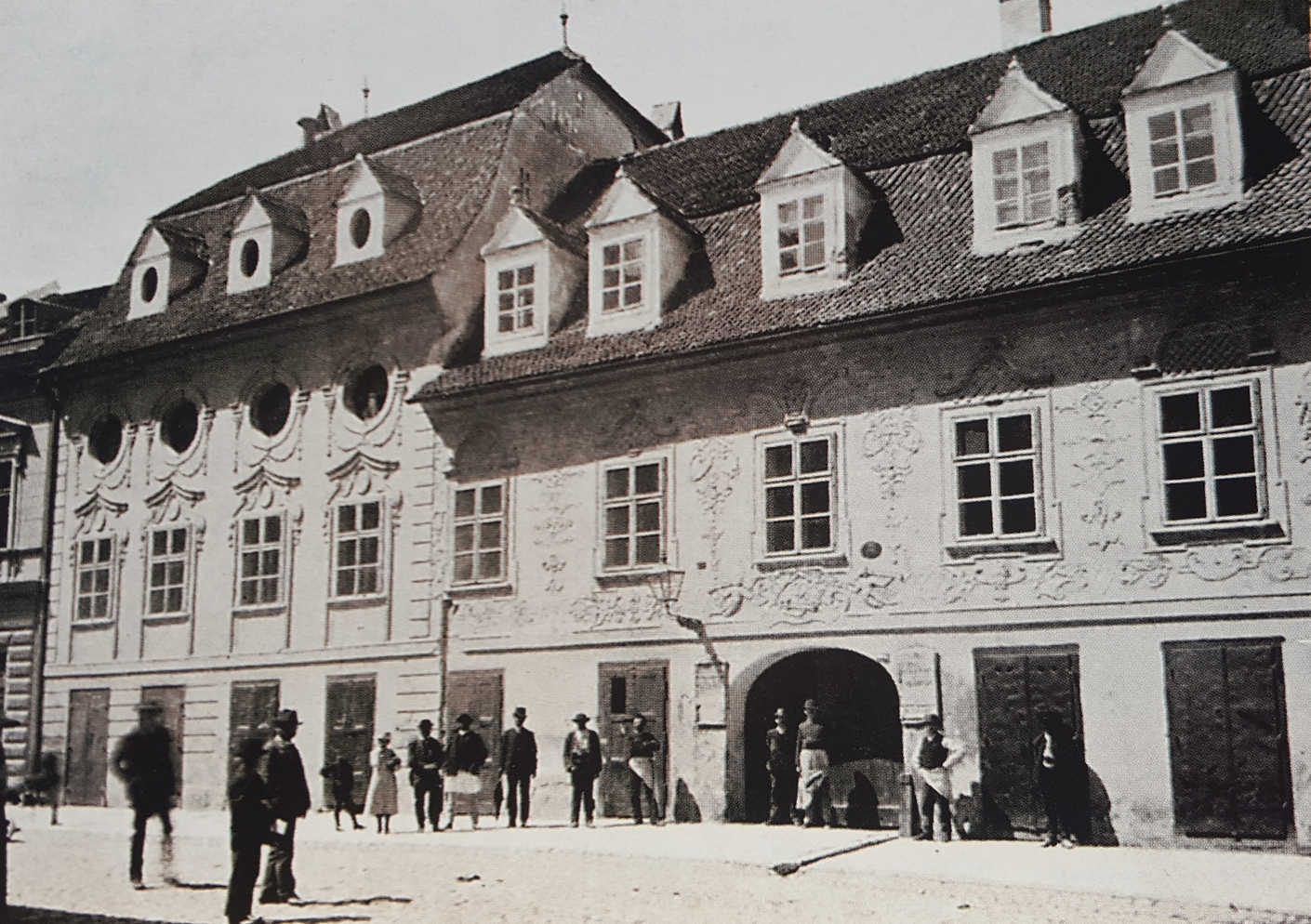
„Reduta” veche

Aici au concertat Johann Strauss, Johannes Brahms, au dat spectacole de teatru trupele Tardini și Pascaly, spectacole la care a participat ca sufleur și poetul Mihai Eminescu.
Tot  aici, în prima jumătate a secolului al XIX-lea au fost prezentate primele spectacole de teatru în limba română, de către un colectiv de artiști amatori, alcătuit la inițiativa lui George Barițiu, Andrei și Iacob Mureșianu.
Vechea Redută a fost demolată în anul 1892 și reconstruită între anii 1893-1894. Noua „Redută”, sau Casa de Concerte, a fost construită după planurile inginerului orașului Christian Kertsch.  Pe fațadă, în stilul renașterii italiene, se află busturile lui Wagner, Schumann, Mozart, Beethoven, Goethe, Schiller și Shakespeare.

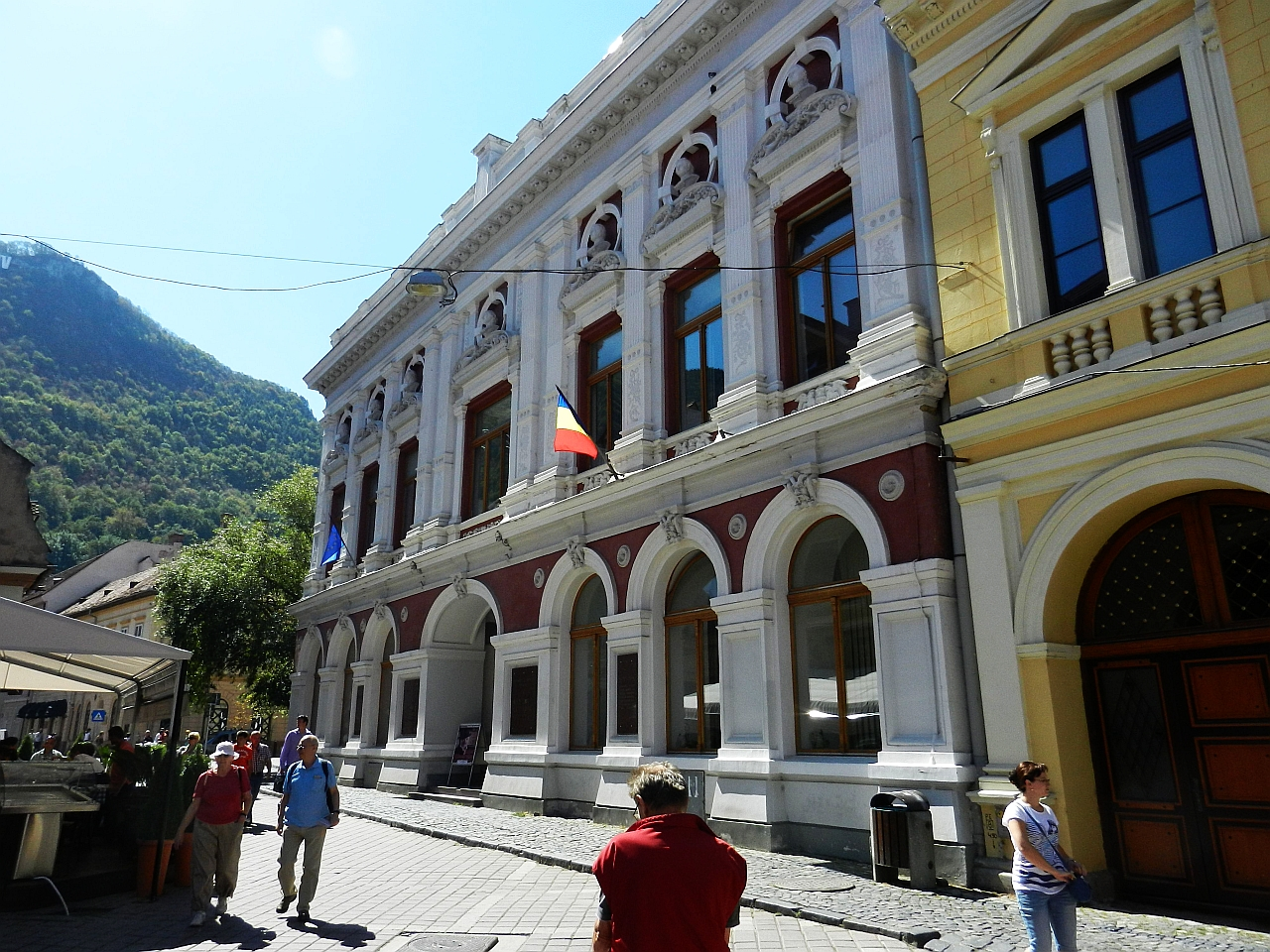
Centrul Cultural „Reduta”

În 1948 „Reduta” a fost dată în folosința Teatrului de Stat până în martie 1959. Din acest an a fost transferată Palatului Culturii, înființat cu un an înainte, în 1958. În prezent instituția poartă numele de Centrul Cultural „Reduta”.
Tot în Cetate a funcționat și asociația culturală Casina română înființată în 1835. Inițial o adunare a negustorilor brașoveni, adunarea a evoluat treptat într-o instituție de cultură, care a adunat cei mai străluciți cărturari ai localității. Între anii 1835-1841 Casina brașoveană a avut sediul în Casa Plecker din Piața Sfatului. Apoi sediul Casinei s-a mutat în strada Poarta Șchei la nr. 3, iar în perioada 1885-1909, în clădirea din colțul străzii Poarta Șchei cu strada Hirsher. Între 1909 și 1916 Casina a funcționat în casele bisericii „Adormirea Maicii Domnului” din Piața Sfatului.
În perioada interbelică, între anii 1919-1935, Casina și-a avut sediul în Casa Seuler tot din Piața Sfatului, de pe Șirul Inului (latura nord-vestică).
În anul 1925, pe strada Vămii (actuala strada Mureșenilor), a fost inaugurat cinematograful „Capitolˮ, numit ulterior „Corsoˮ, apoi „Popularˮ.
Imobilul în care a funcționat cinematograful era situat într-un fost „Zwingerˮ (spațiu liber între incintele de ziduri, necesar mișcării libere a oamenilor aflați în apărare în cazul unui atac, în acest scop existând o legislație care interzicea construirea pe această suprafață) de pe latura nord-vestică a fortificațiilor orașului, construite din secolul al XIV-lea până în prima jumătate a secolului al XVII-lea. Din secolul al XVIII-lea, odată cu apariția tunurilor, zidurile nu au mai avut rost, astfel că țarcurile (Zwinger) au fost ocupate de grădini, interdicția construirii rămânând însă valabilă. Cu timpul, unele au devenit locuri de recreere în rândul breslelor, iar grădina de vară din spatele Hotelului Europa de pe Klostergasse (strada Vămii) a necesitat în 1888 un nou acces, respectiv evacuare după ziduri. Astfel s-a creat o breșă în zidul de fortificație, unde a fost construită sala de spectacole, devenită ulterior cinematograf.
Cinematograful a fost închis în 2002, iar din toamna anului 2018, după rezolvarea problemelor juridice legate de imobil, au început lucrări de reabilitare ale clădirii. Se preconizează ca noul centru cultural, care va funcționa în fostul cinematograf să facă parte din Parcul Cultural Brașov.

## Transporturi
Tot aici a circulat și primul tramvai mecanizat de pe teritoriul actual al României, construit în anul 1892. Linia tramvaiului avea o lungime de 17 kilometri, între Bartolomeu și Satulung, care acum face parte din Săcele.

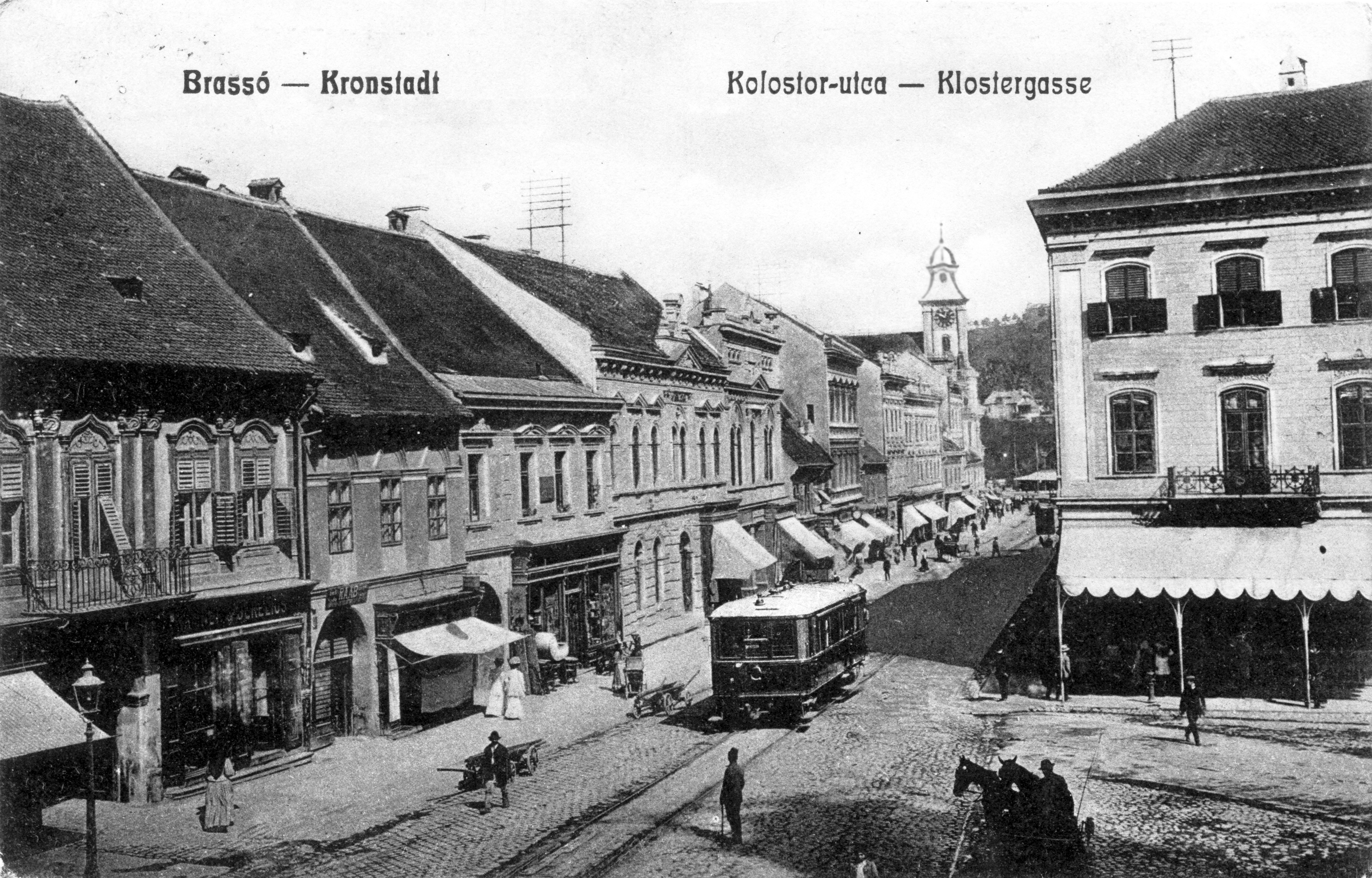
Tramvai (automotor) pe strada Vămii

În 1891, când au fost puse șinele pentru tramvaiul cu aburi, poarta Vămii de la intrarea în Cetate dinspre Brașovechi a fost dărâmată pentru că locomotiva cu aburi nu putea trece pe sub ea.

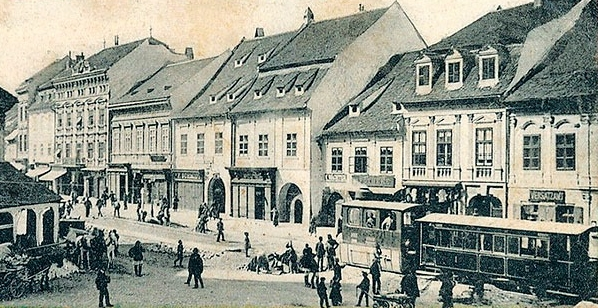
Tramvaiul cu aburi în Piața Sfatului (1900)

Pornind din gara Bartolomeu din Brașovechi, linia urca pe strada Lungă până în Piața Sfatului din Cetate, de unde cobora înapoi pe strada Vămii (strada Mureșenilor de astăzi), cotea la dreapta și ajungea în fața Primăriei, unde se afla stația Promenadă. De aici, linia trecea prin Blumăna mai departe spre satele Baciu, Turcheș, Cernatu și ajungea la stația Satulung.
În afara orașului, tramvaiul cu abur avea gări ca un tren, în vreme ce în Brașov circula practic ca un tramvai. 
Trenurile circulau numai ziua, cu 10 km/h în oraș si 20 km/h în afară, iar în zilele de târg trenul circula în oraș numai după ora 15. De asemenea, mecanicul putea să utilizeze fluierul locomotivei numai în cazuri extreme, în rest avertizarea sonoră fiind făcută cu clopoțelul de către șeful de tren.
Ulterior vagoanele au fost vopsite în galben, de unde și denumirea de „tramvaiul galbenˮ, cum a fost cunoscut în epocă.
De asemenea au fost introduse în circulație și automotoare (vagoane - automotor) pe bază de motorină sau benzină, acestea circulând în paralel cu tramvaiele cu abur.
Treptat însă, din cauza zgomotului și a fumului, linia tramvaiului a fost scurtată în etape: în anul 1922 a fost desființat tronsonul Promenadă (Rudolfsring) - Piața Sfatului din interiorul Cetății, în 1933 tronsonul dintre Bartolomeu și Promenadă, iar în 1938 tronsonul dintre Promenadă și Fabrica Schiel.

## Obiective turistice

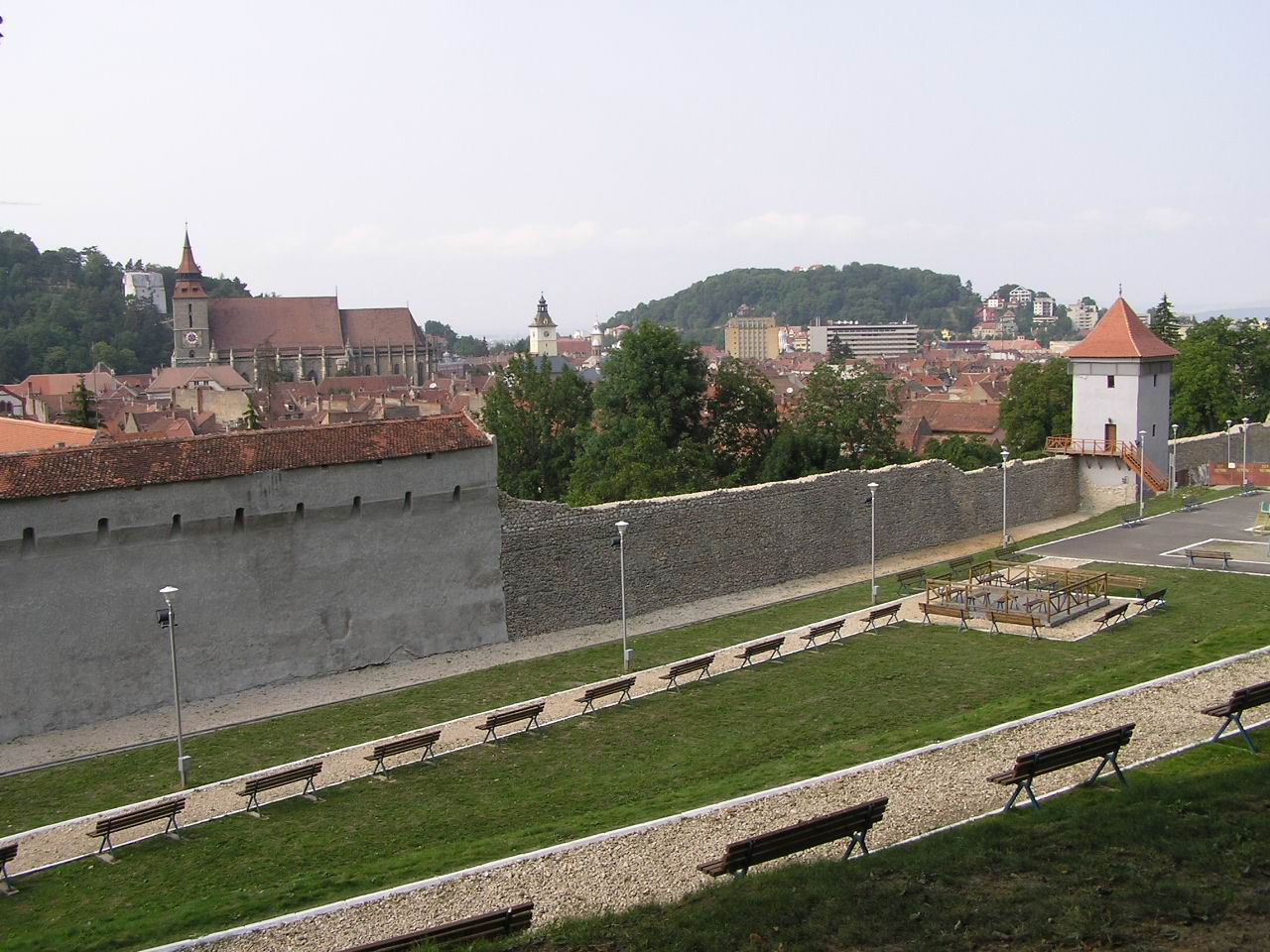
Zidurile cetății sub Tâmpa

Brașovul este cunoscut pentru fortificațiile medievale dintre care o bună parte s-au păstrat până astăzi.
Din zidurile care înconjurau Cetatea și care totalizau 3000 m în lungime, fiind înalte de 12 m și groase de 1,70 până la 2,20 m, cu bastioanele dispuse la fiecare 110 m, s-au păstrat cele de pe laturile de sud (spre Tâmpa) și de nord-vest (spre canalul Graft).
Dintre cele 28 de turnuri de pulbere de formă pătrată s-au mai păstrat doar 6, dintre care 2 pe latura nord-vestică și 4 pe latura de sud a cetății, printre care Turnul Vânătorilor și Turnul Lemnarului. Acesta din urmă găzduiește acum un atelier de sculptură și o mică expoziție cu produsele realizate, fiind prezentate în mare parte lucrări de artă populară. De asemenea aici se fac demonstrații practice de sculptură, modelaj în lut și ceramică.

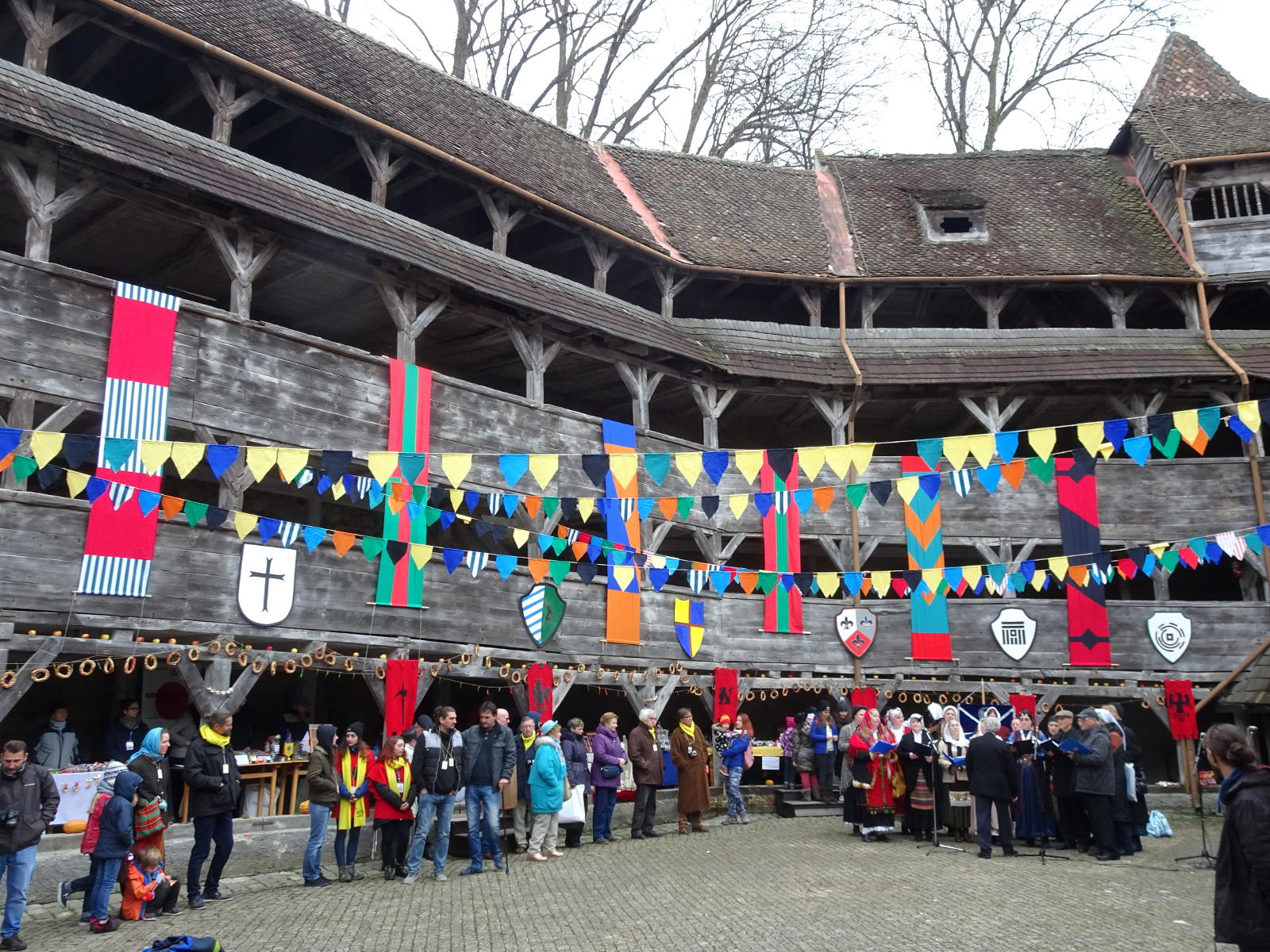
Bastionul Țesătorilor

Din cele 8 bastioane inițiale, s-au mai păstrat integral doar 3: Bastionul Țesătorilor, Bastionul Fierarilor și Bastionul Graft. Alte 3 bastioane au fost renovate recent (Bastionul Funarilor, Bastionul Postăvarilor și Bastionul Cojocarilor), iar celelalte 2, Bastionul Aurarilor și Bastionul Curelarilor au fost demolate (în 1886, respectiv 1887).
Dintre porțile Cetății, doar 2 s-au păstrat până astăzi: Poarta Ecaterinei și Poarta Șchei (Schei).
De asemenea, Cetatea a avut și 4 turnuri exterioare, din care doar 2 au rezistat timpului: Turnul Alb și Turnul Negru.
Una dintre curiozitățile Brașovului o reprezintă strada Sforii, despre care se spune că este una dintre cele mai înguste din Europa, ea având o lățime ce variază între 1,11 și 1,35 m și o lungime de 80 m. Strada face legătura între străzile Porta Schei și Cerbului și în trecut era folosită drept cale de acces pentru pompieri.

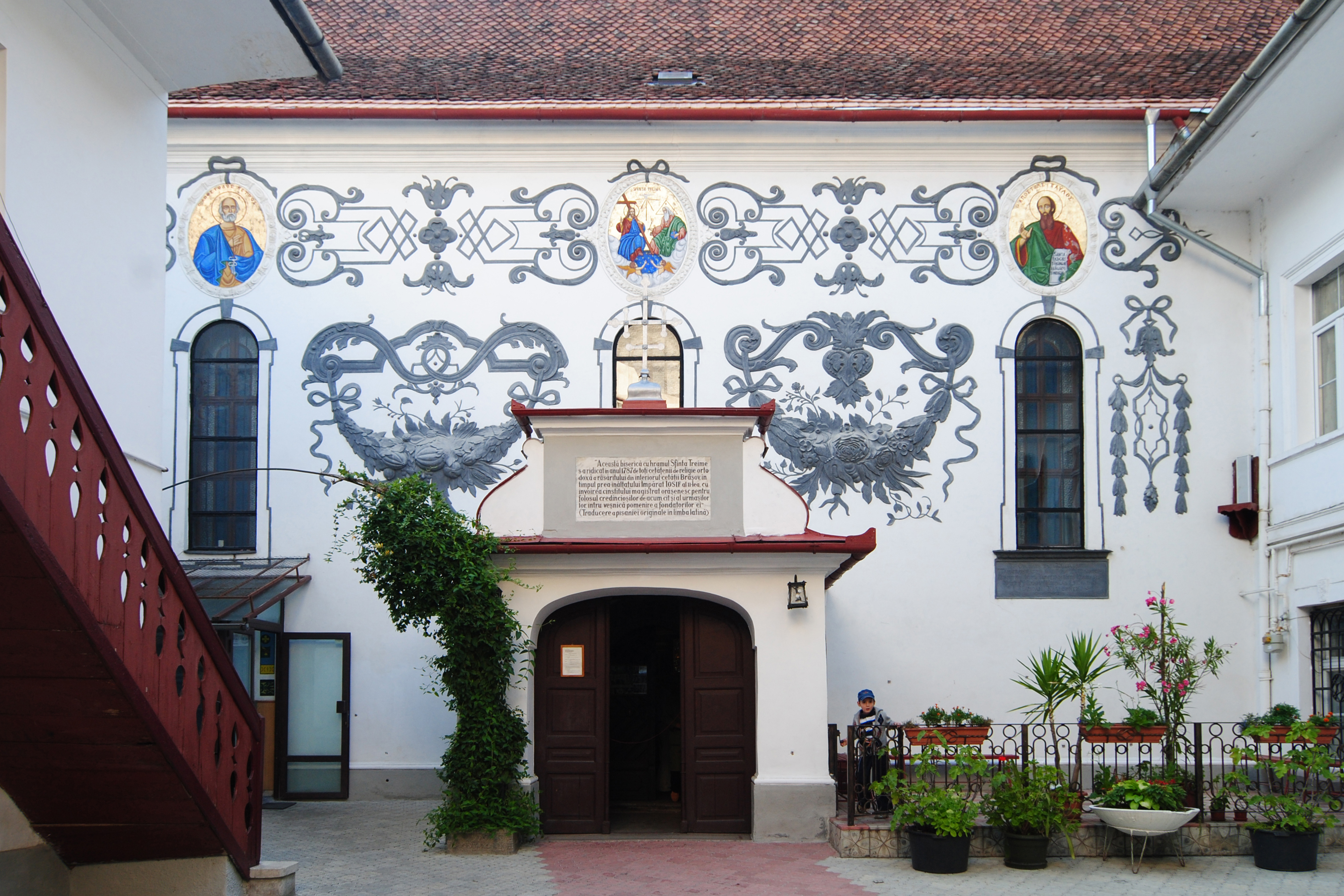
Biserica „Sfânta Treime - Grecească”

Cele două străzi principale din Cetate, str. Republicii (fostă Ulița Căldărarilor, fostă str. Porții, fostă str. Regele Carol) și strada Mureșenilor (fostă Ulița Vămii sau strada Mănăstirii, fostă str. Regele Mihai, ulterior strada 7 Noiembrie), împreună cu Piața Sfatului, au constituit principala zonă comercială și turistică a orașului. La capătul străzii Republicii se găsea (și se găsește și astăzi) Hotelul Coroana. Cafeneaua Coroana era considerată „Capșa Brașovului”, la mesele ei întâlnindu-se personalități ca Emil Cioran, Cincinat Pavelescu, Lucian Blaga, Octavian Goga, Octav Șuluțiu, etc.
În afară de Biserica Neagră, în Cetate se găsesc și alte biserici, monumente istorice: Biserica Sfânta Treime - Grecească, Biserica Franciscană, Biserica romano-catolică „Sf. Petru și Pavel”, biserica ortodoxă „Adormirea Maicii Domnului (Cetate)” precum și două sinagogi (Sinagoga Neologă și Sinagoga Ortodoxă).
Tot aici, în Cetate, se află câteva muzee importante, precum: Muzeul Județean de Istorie, Muzeul de Artă, Muzeul de Etnografie, Muzeul Civilizației Urbane, Muzeul Casa Mureșenilor. Muzeul Județean de Istorie funcționează în patru clădiri, monumente istorice: Casa Sfatului în care funcționează expoziția permanentă „Brașov - Istorie, Cultură, Civilizație” la parter și la subsol, Bastionul Țesătorilor cu expoziția permanentă „Cetatea Brașovului și fortificațiile din Țara Bârsei”, Bastionul Graft, în care sunt organizate expoziții temporare, concerte și alte manifestări artistice și clădirea „Olimpia" destinată să adăpostească expoziția permanentă „Olimpia - Muzeul sportului și turismului montan”.

## Delimitare
- NE - Bd. Eroilor, str. Dobrogeanu Gherea;
- NV - canalul Graft și versantul sudic al dealului Romurilor;
- SV - Șirul Beethoven și Aleea Tiberiu Brediceanu;
- SE - versantul nordic al dealului Tâmpa[1]

## Galerie imagini

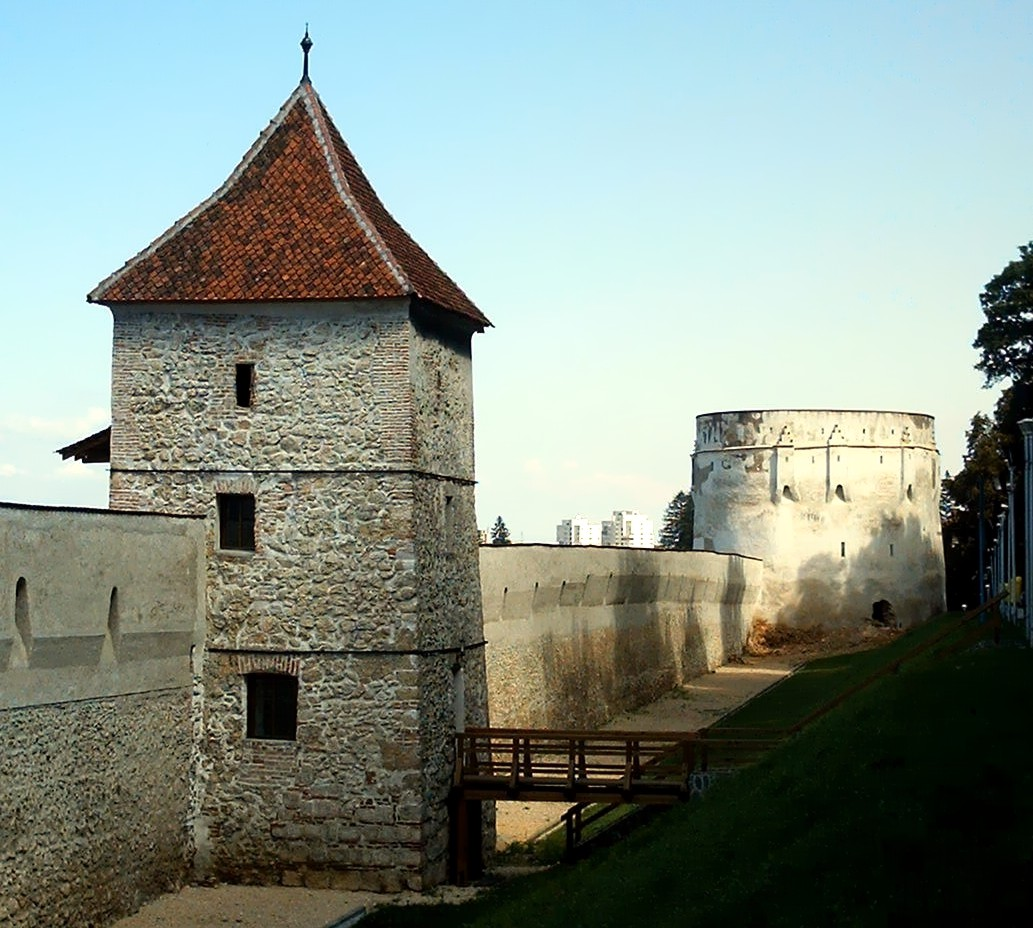
Zidurile Cetății
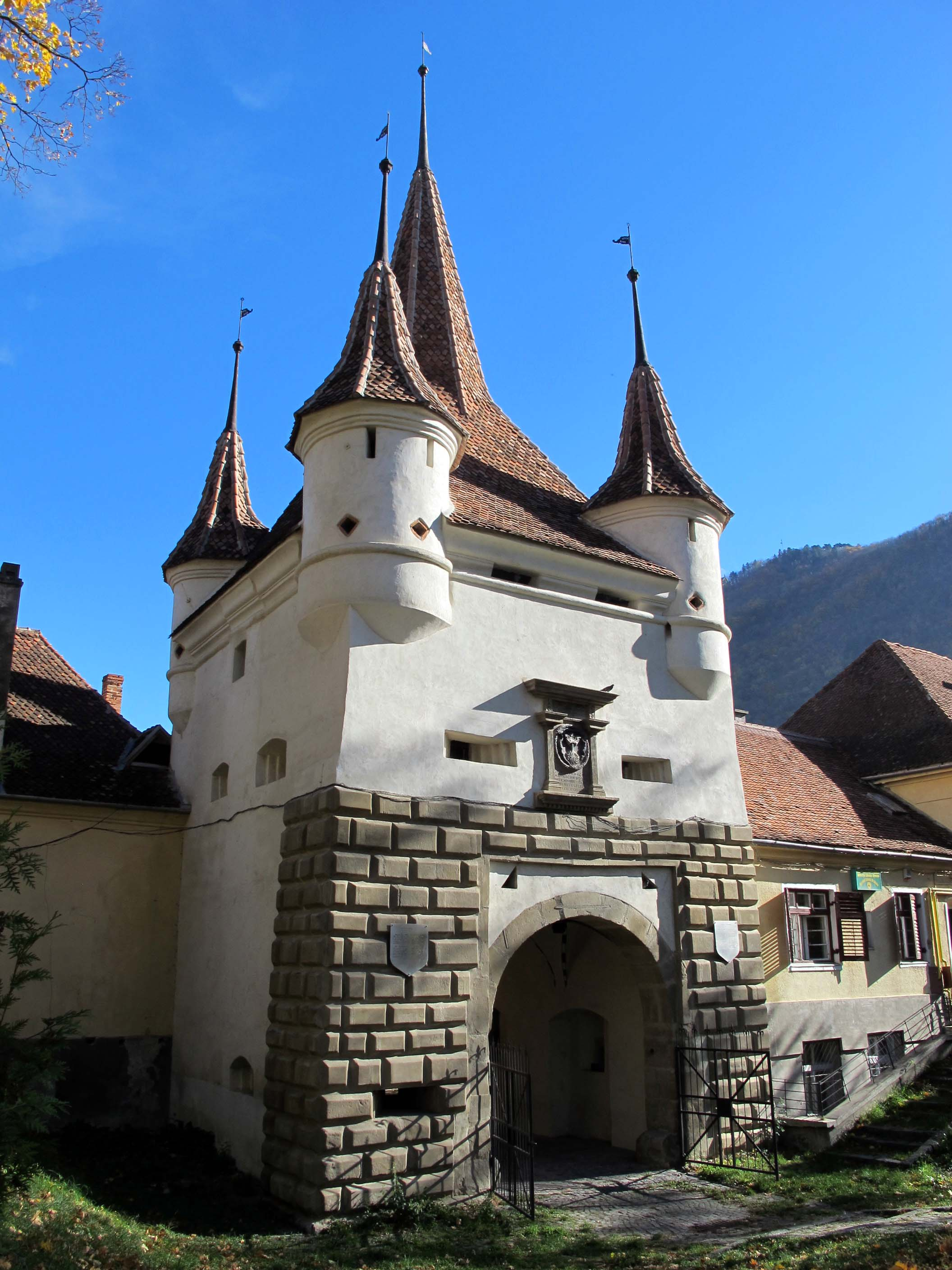
Poarta Ecaterinei
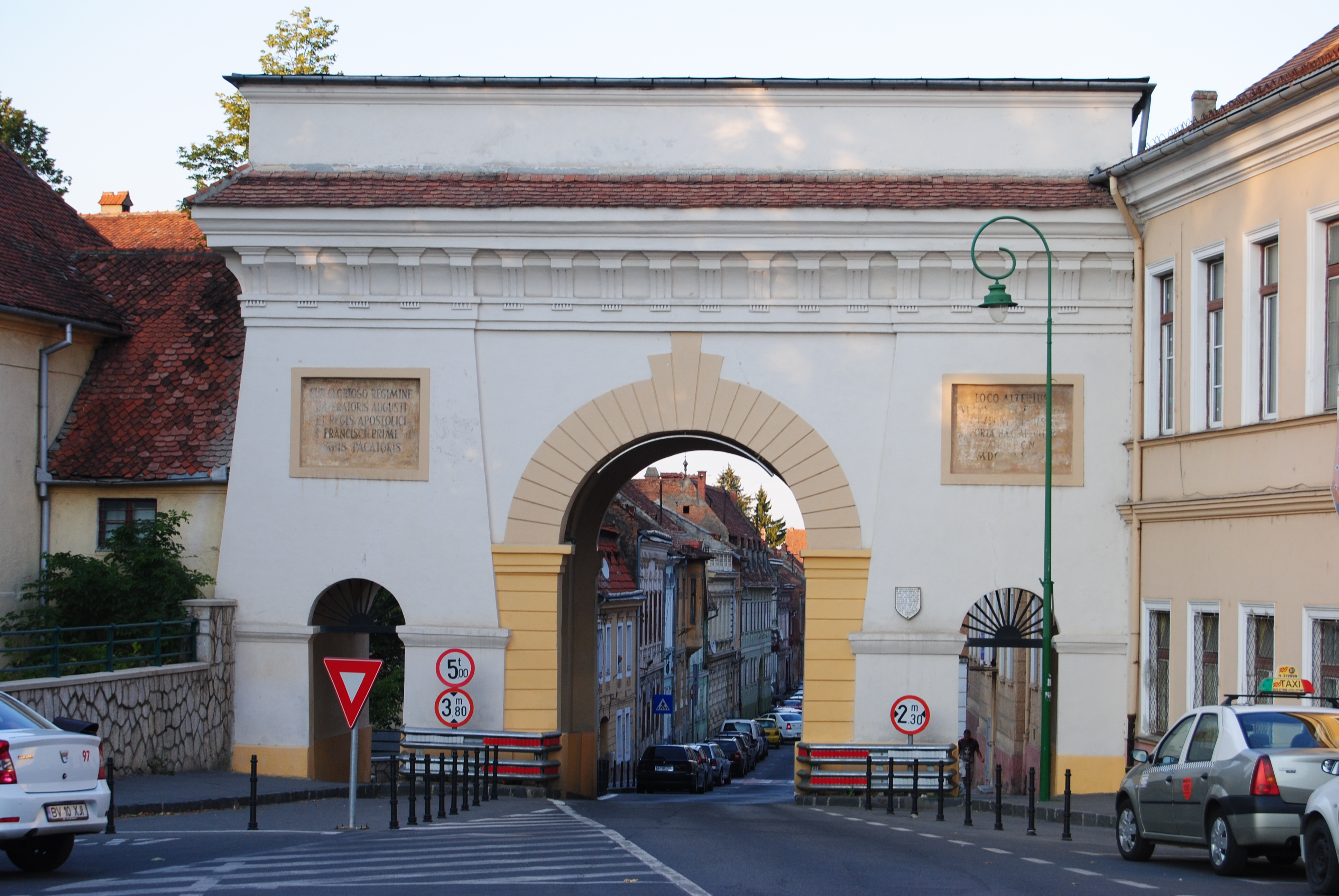
Poarta Șchei
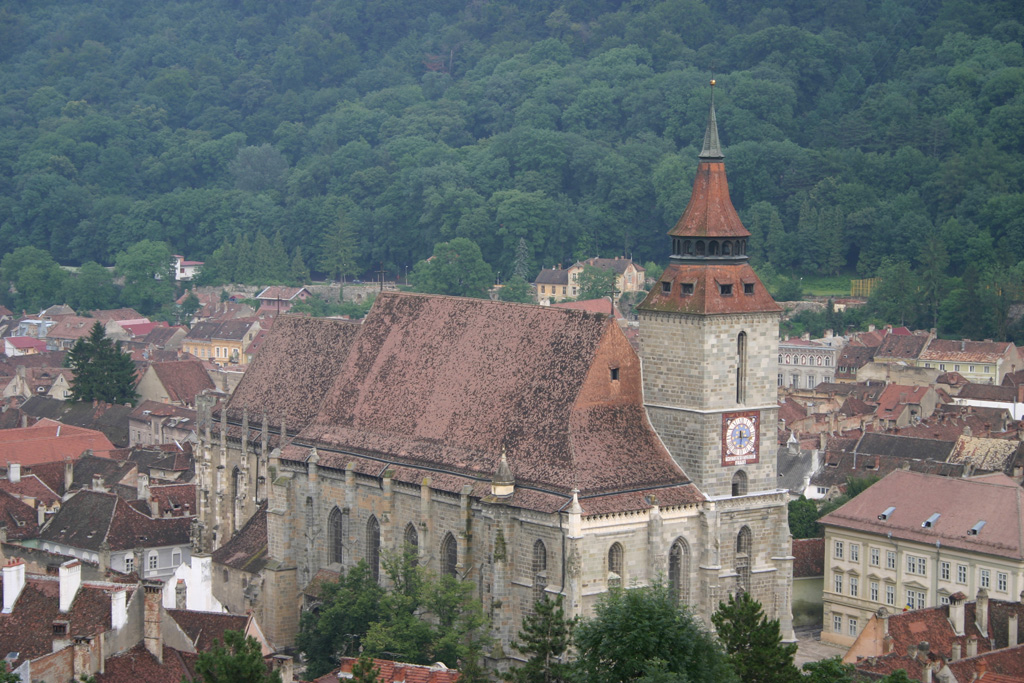
Biserica Neagră
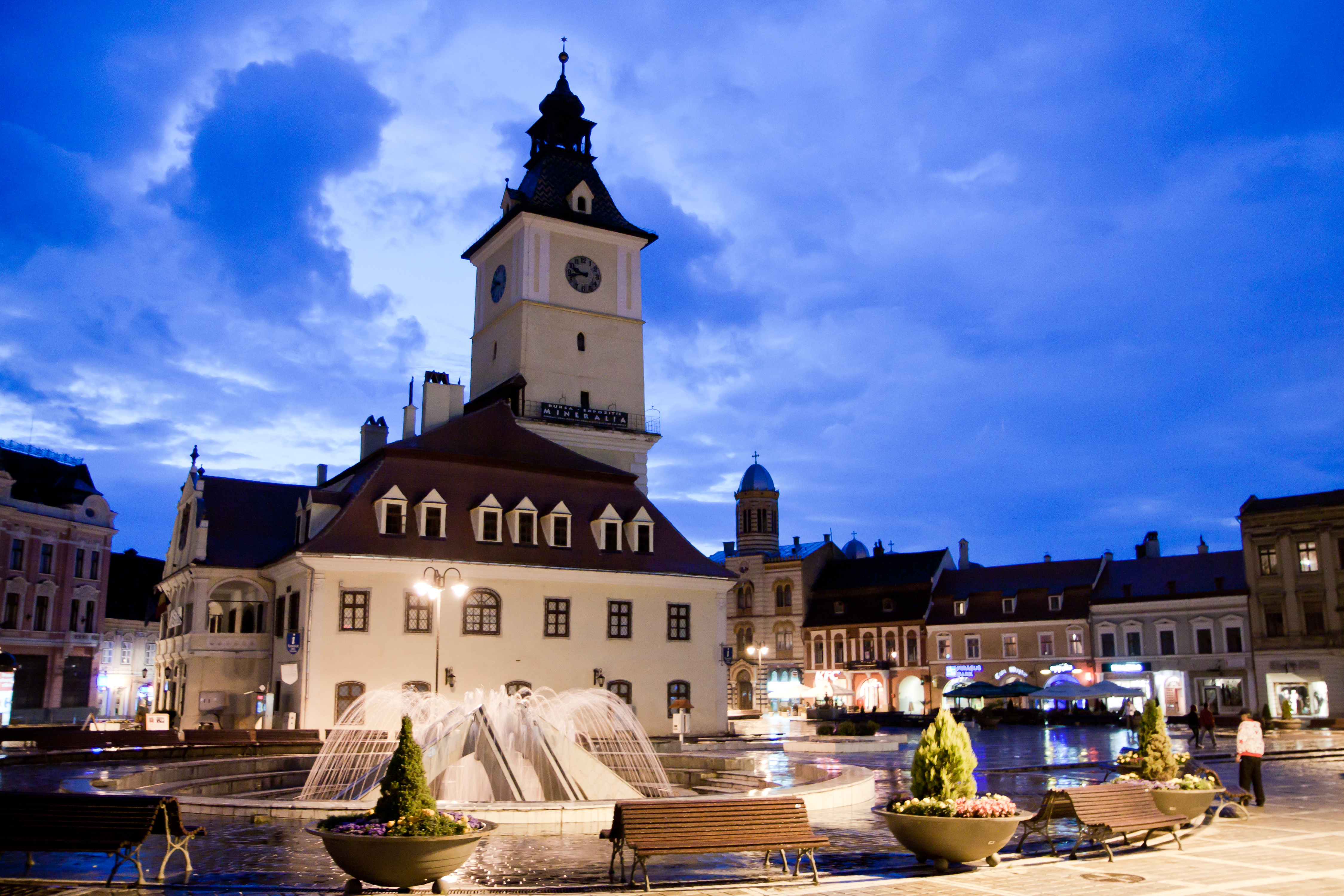
Piața Sfatului
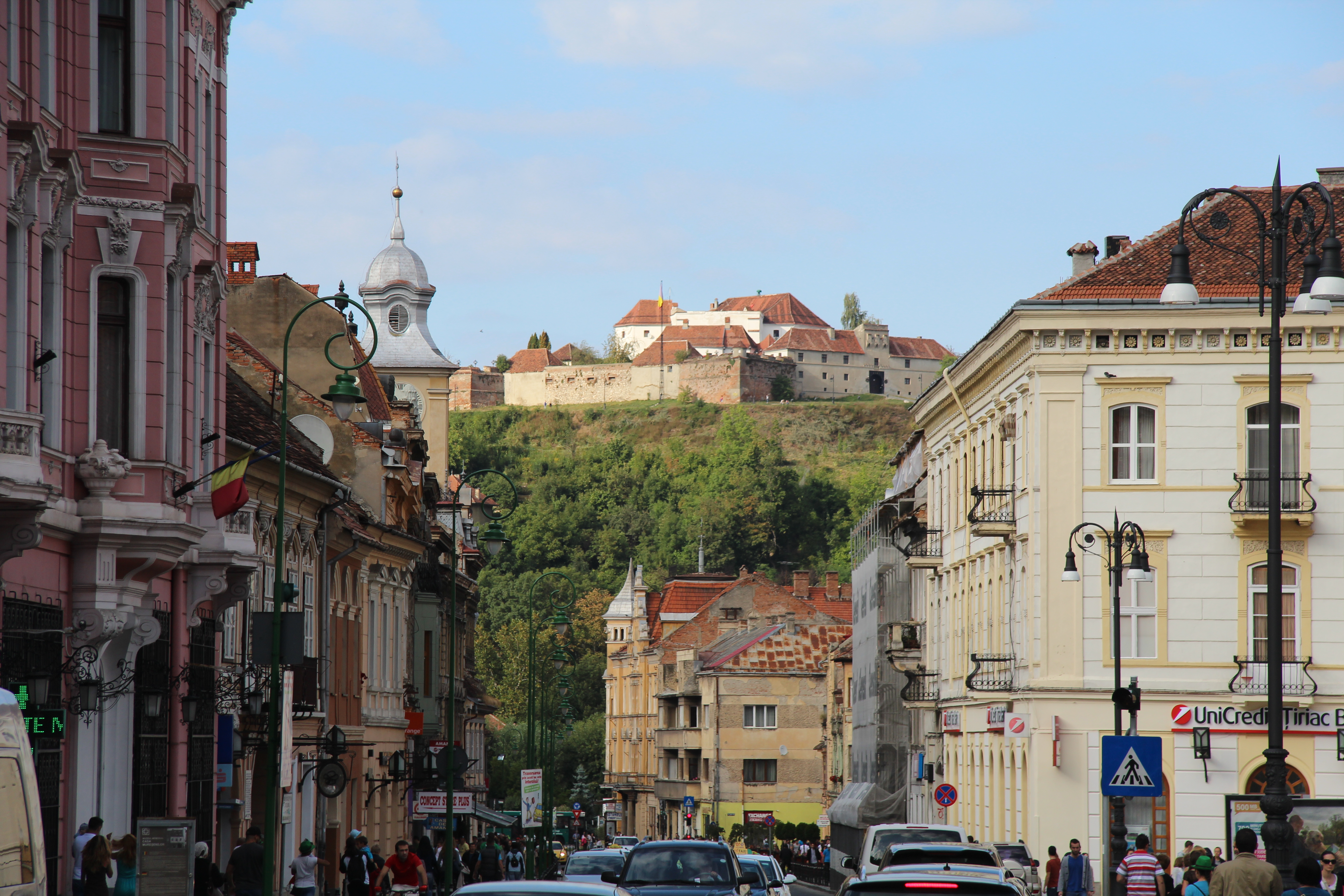
Strada Mureșenilor
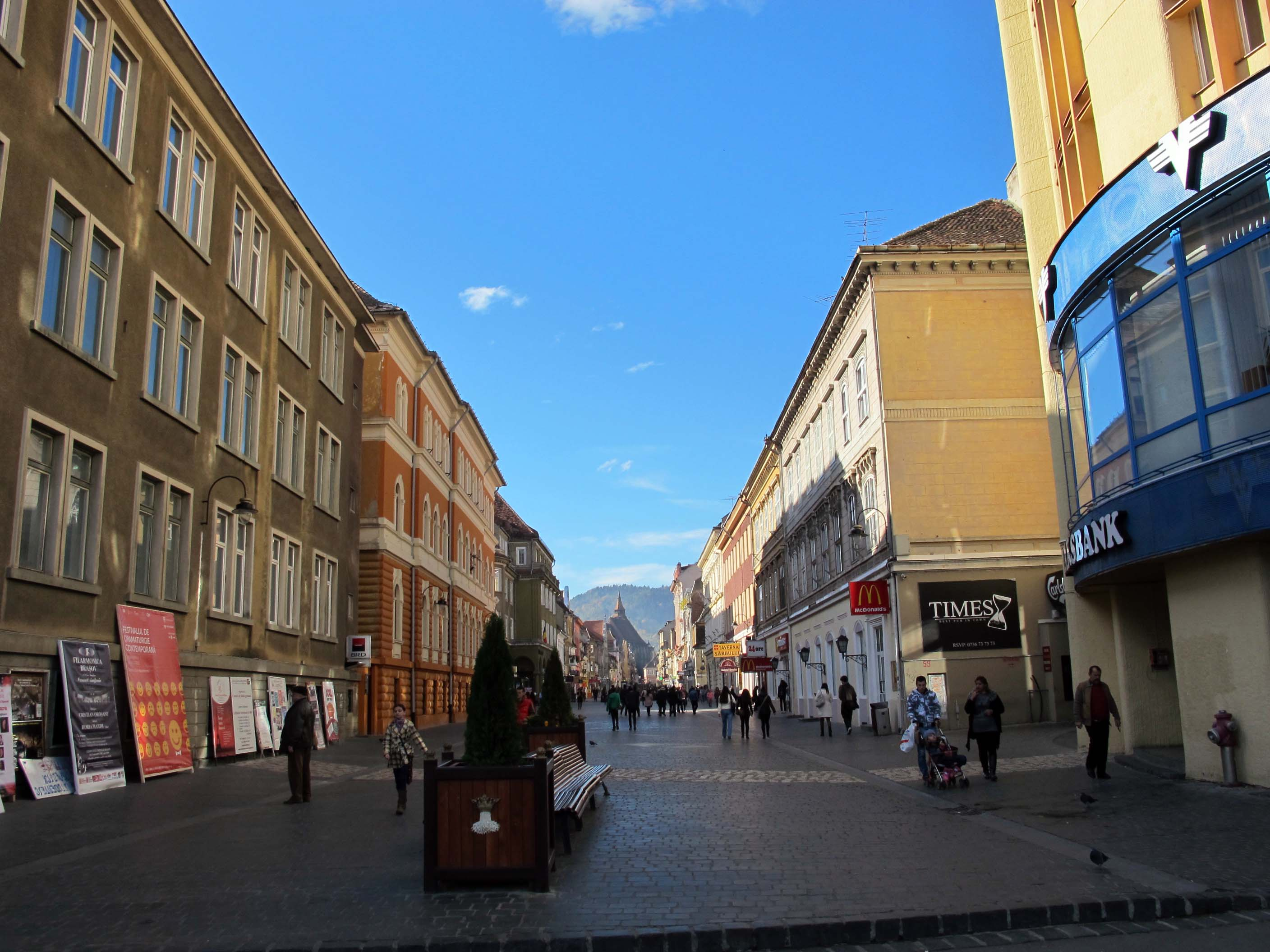
Strada Republicii
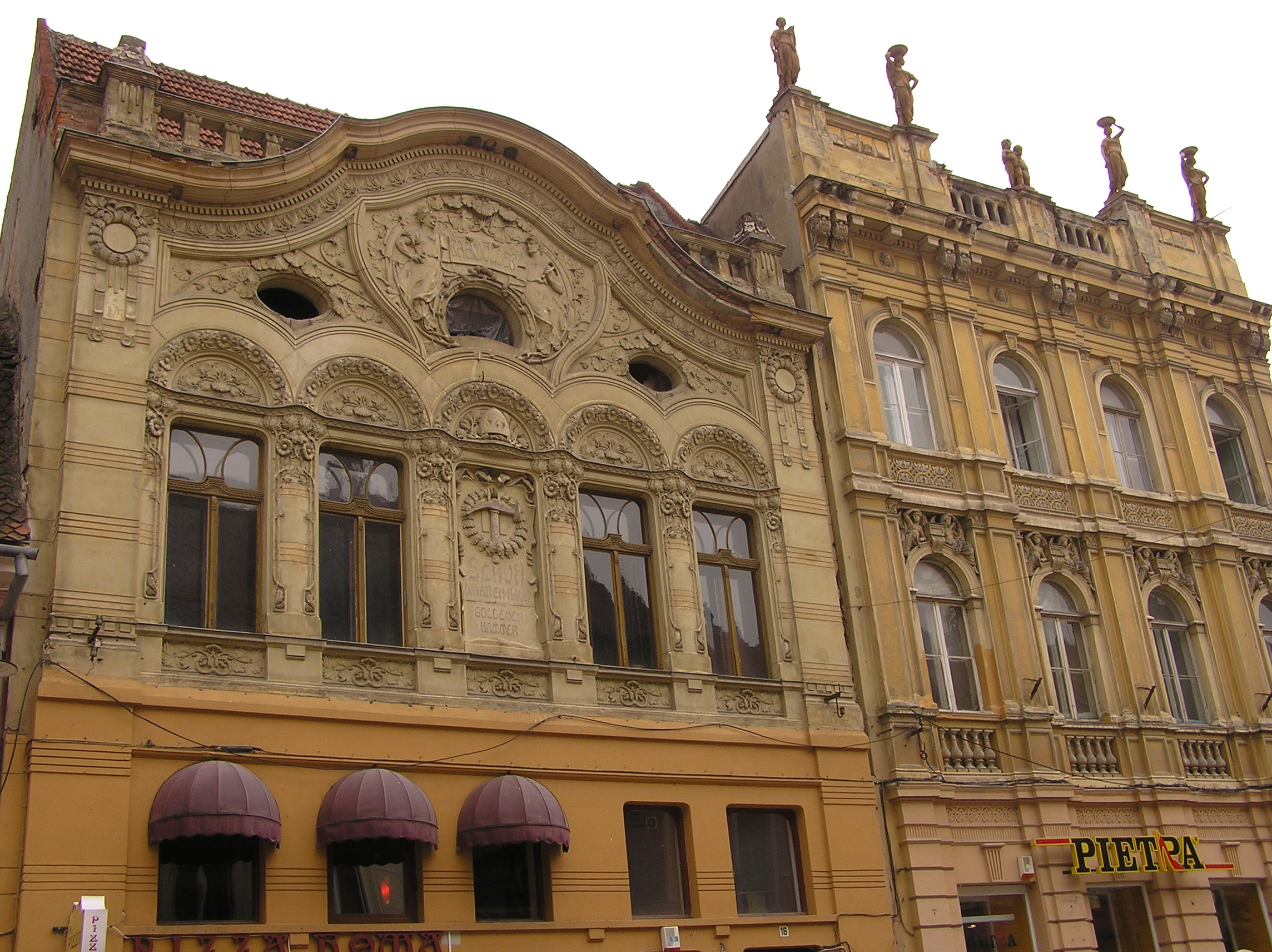
Case pe strada Republicii
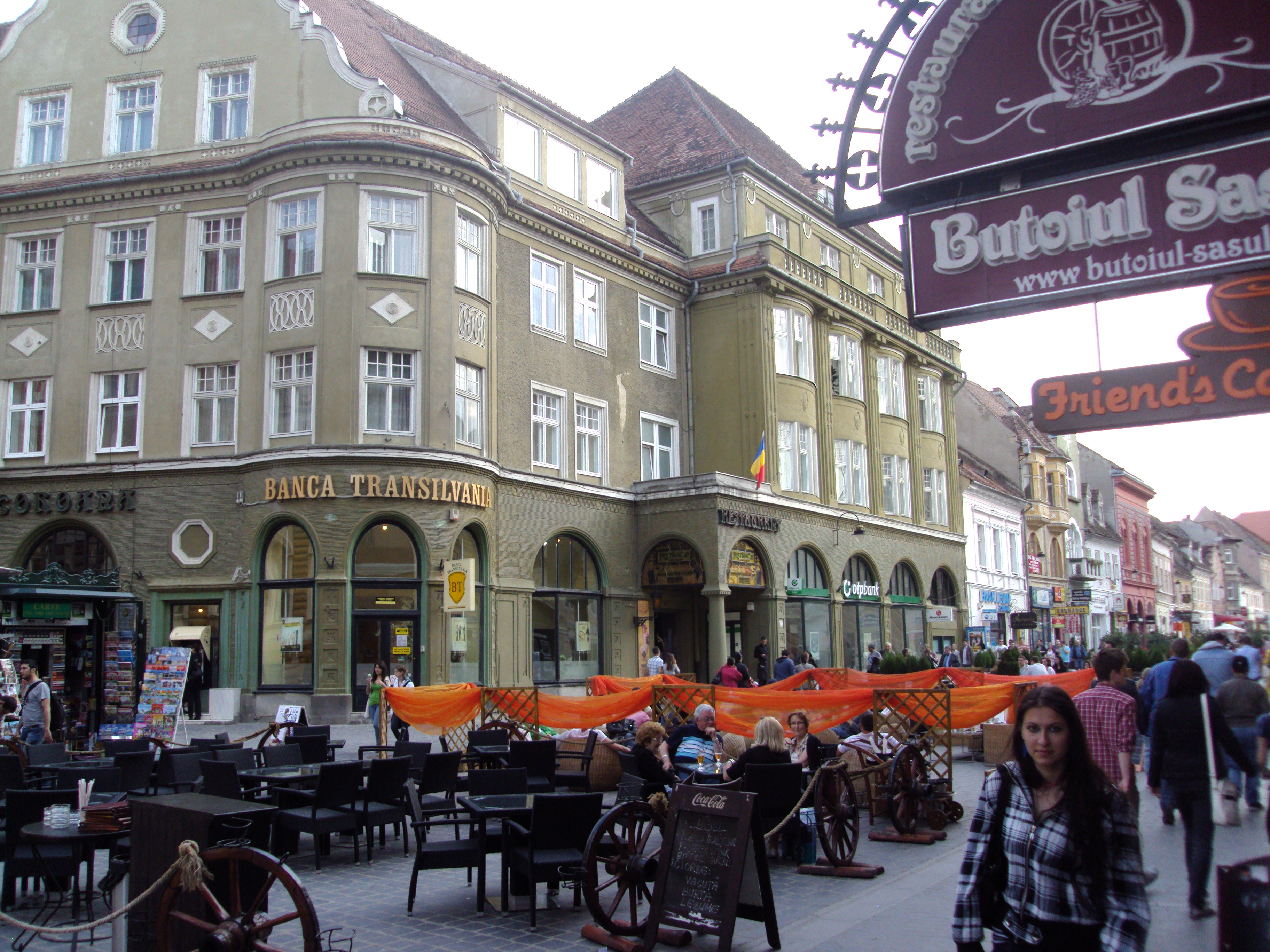
Hotelul Coroana pe strada Republicii
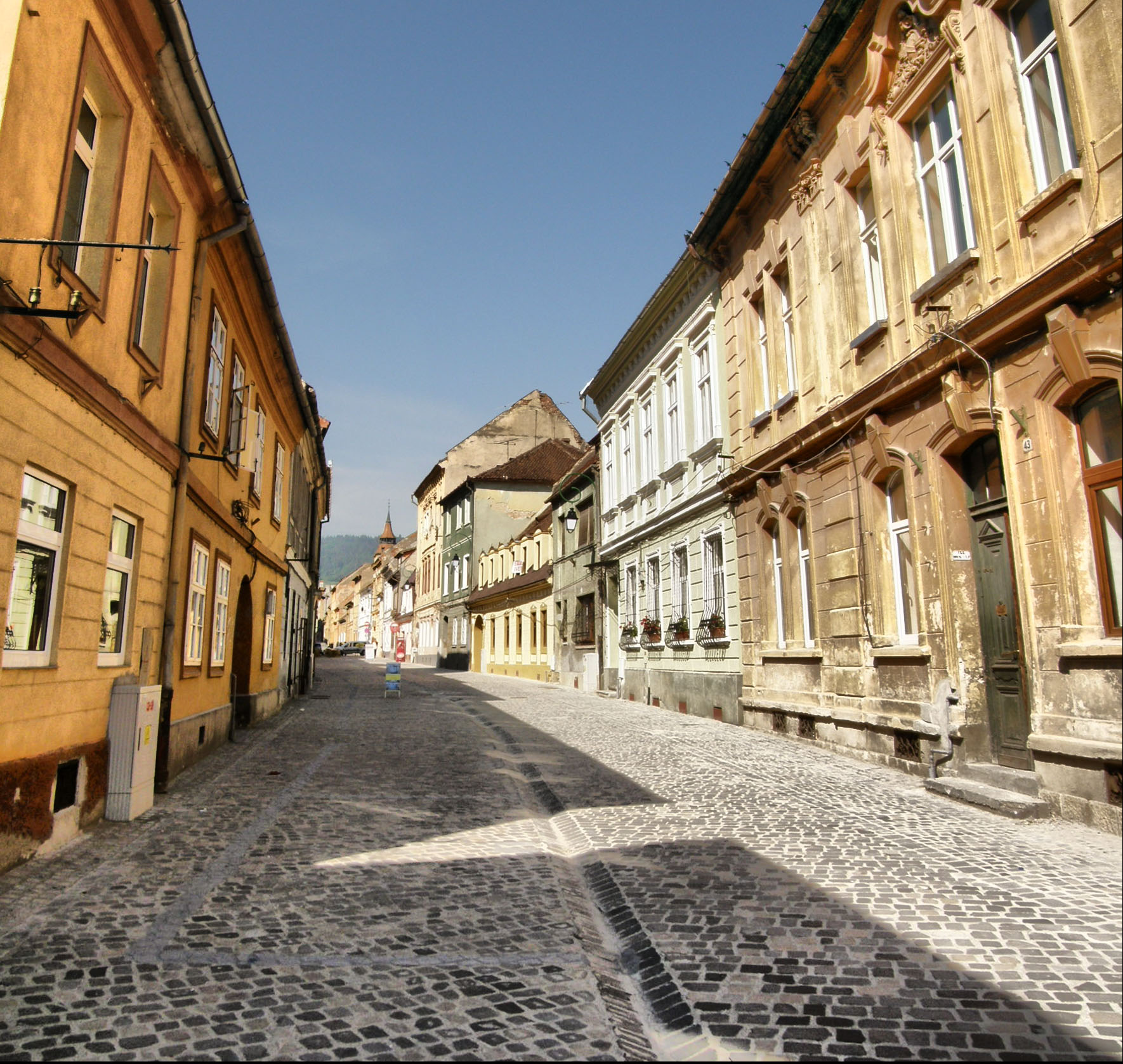
Stradă cu case vechi din Cetate

## Legături externe

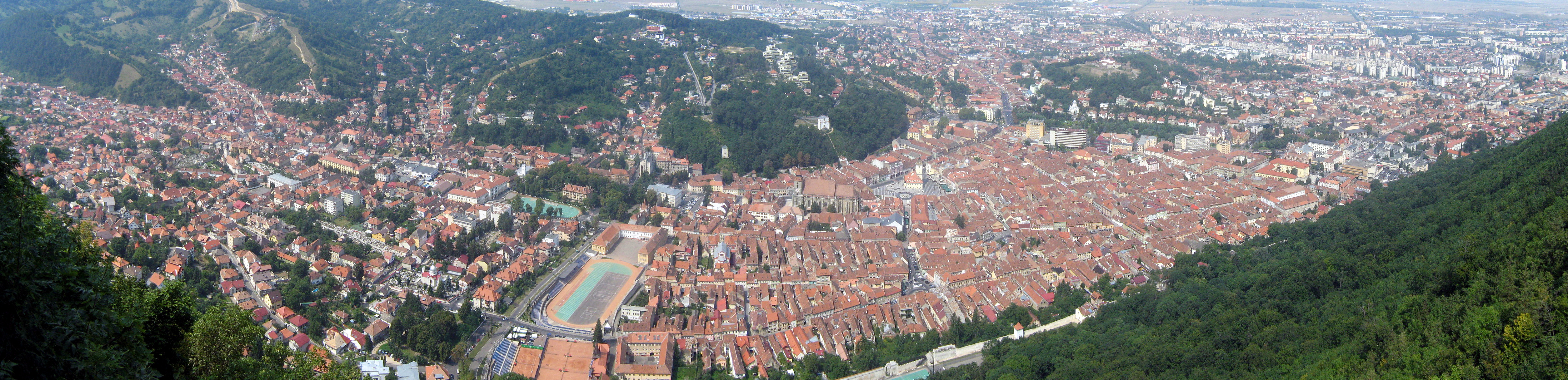
Brașov, vedere de ansamblu (centrul istoric în mijlocul imaginii)